# リッキー・ウッズ
リッキー・ウッズ（Ricky Woods、1984年7月27日 - ）は、アメリカ合衆国ルイジアナ州出身のプロバスケットボール選手である。ポジションはフォワード。

## 来歴
サウスイースタンルイジアナ大学を経て、DBEのStal Ostrów Wielkopolskiに入団。
2009年9月3日、大分ヒートデビルズに移籍。2010年1月16・17日の新潟アルビレックスBB戦では2試合で計84得点をあげ、週間MVPを受賞し、さらに1月の月間MVPにも選ばれる。2月27・28日の東京アパッチ戦でも、計87得点（28日はリーグ記録を更新する52得点）を記録して週間MVPを受賞。レギュラーシーズン50試合に出場し、1試合平均得点でリーグ2位の24.12得点を記録。11.7リバウンド、2.1スティールはリーグ5位。チームは最後までプレイオフ進出を争ったが、ウエスタンカンファレンス5位に終わる。オフに退団。
bjリーグ2011-2012シーズン途中の2011年11月7日、秋田ノーザンハピネッツと契約。スリーポイントシュートを攻撃の中心とする秋田において、ゴールへのドライブができる選手として期待された。2012年4月22日の岩手ビッグブルズ戦では球団記録に並ぶ1試合42得点を記録するなどチームの得点源としてプレイしたが、2011-2012シーズン終了後に契約満了で退団。
bjリーグ2012-2013シーズン途中の2012年11月、宮崎シャイニングサンズと契約。2013年2月に退団し、東京サンレーヴスと契約した。4月13日の埼玉ブロンコス戦において28得点、20リバウンド、15アシストでトリプルダブルを達成。翌日も32得点、13リバウンド、8アシストを記録して週間MVPを受賞した。シーズン1試合平均得点21.9得点（リーグ3位）、3.95アシスト（リーグ8位）、1.71スティール（リーグ10位）。
2013-14シーズンも東京と継続契約。11月12日の埼玉ブロンコス戦で27得点17リバウンド3アシスト、13日も18得点14リバウンド8アシストを記録して週間MVPを受賞。同シーズン終了をもって契約満了で退団。

## 記録
| シーズン         | チーム    | GP | GS | MPG  | FG%  | 3P%  | FT%  | RPG  | APG | SPG | BPG | TO  | PPG  |
| ---------------- | --------- | -- | -- | ---- | ---- | ---- | ---- | ---- | --- | --- | --- | --- | ---- |
| bjリーグ 2009-10 | 大分      | 50 | 49 | 34.4 | .487 | .194 | .592 | 11.7 | 3.3 | 2.1 | 0.6 | 3.8 | 24.1 |
| bjリーグ 2011-12 | 秋田      | 41 | 36 | 30.4 | .454 | .174 | .665 | 9.7  | 3.8 | 1.5 | 0.4 | 3.1 | 20.6 |
| bjリーグ 2012-13 | 宮崎/東京 | 41 | 31 | 34.1 | .406 | .256 | .737 | 9.9  | 4.0 | 1.7 | 0.3 | 3.8 | 21.9 |
| bjリーグ 2013-14 | 東京      | 45 |    | 36.3 | .423 | .207 | .686 | 8.9  | 3.4 | 1.7 | 0.3 | 3.7 | 21.4 |

bjリーグ 1試合最多得点52得点：2010年2月28日 対東京アパッチ戦(bjリーグ 2010-11シーズンにマイケル・パーカーにより更新されるまで1位)

bjリーグ 1試合2ポイントシュート成功数19本：同上